# Cronologia explorării sistemului solar

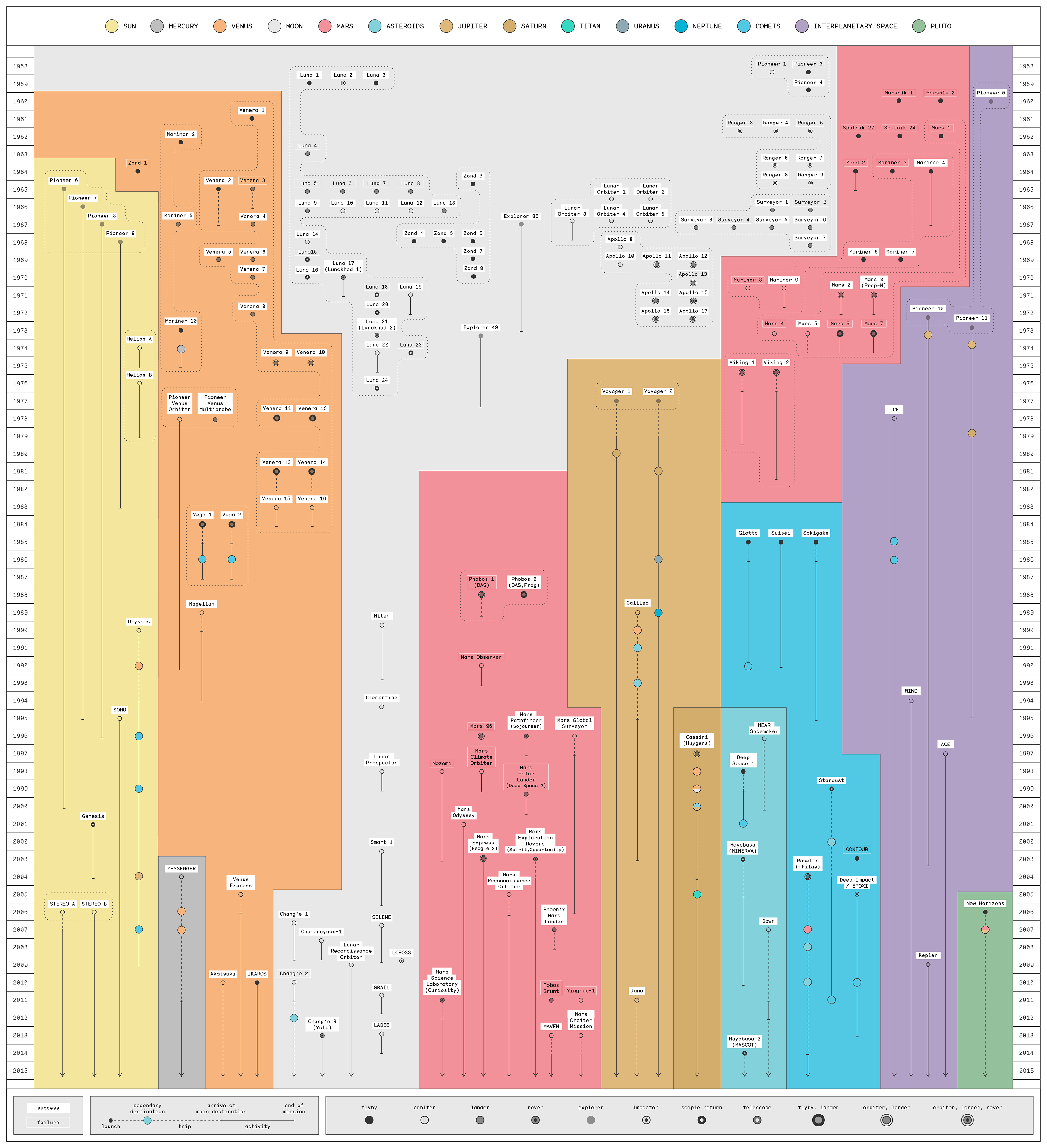
Cronologia explorării sistemului solar de către nave spațiale

Această pagină conține cronologia explorării sistemului solar ordonată după data de lansare a navelor spațiale. Aceasta include:
- Toate nave spațiale care au părăsit orbita Pământului în sensul explorării Sistemului solar (sau au fost lansate cu intenția, dar nu a reușit), inclusiv sonde lunare.
- Un număr mic de sonde de pionierat sau orbitatoare notabile ale Pământului.

Aceasta nu include:
- Marea majoritate a sateliților Pământului care orbitează.
- Sonde ce părăsesc orbita Pământului, care nu sunt preocupate de explorarea sistemului (cum ar fi telescoape spațiale destinate galaxiilor îndepărtate, observatoarelor de radiații, și așa mai departe).
- Sonde ce nu au reușit la lansare.

Datele enumerate sunt datele de lansare, dar realizările constatate s-ar fi produs ceva timp mai târziu, în unele cazuri, un timp considerabil mai târziu (de exemplu, Voyager 2, a fost lansat la 20 august 1977, și a ajuns la Neptun abia în 1989).
Misiunile cursive sunt neterminate, adică nu au fost încă desemnate succese sau eșecuri. Unele misiuni necursive sunt totuși încă operaționale, unele în fazele de extensie a misiunii.

## Anii 1950
1957

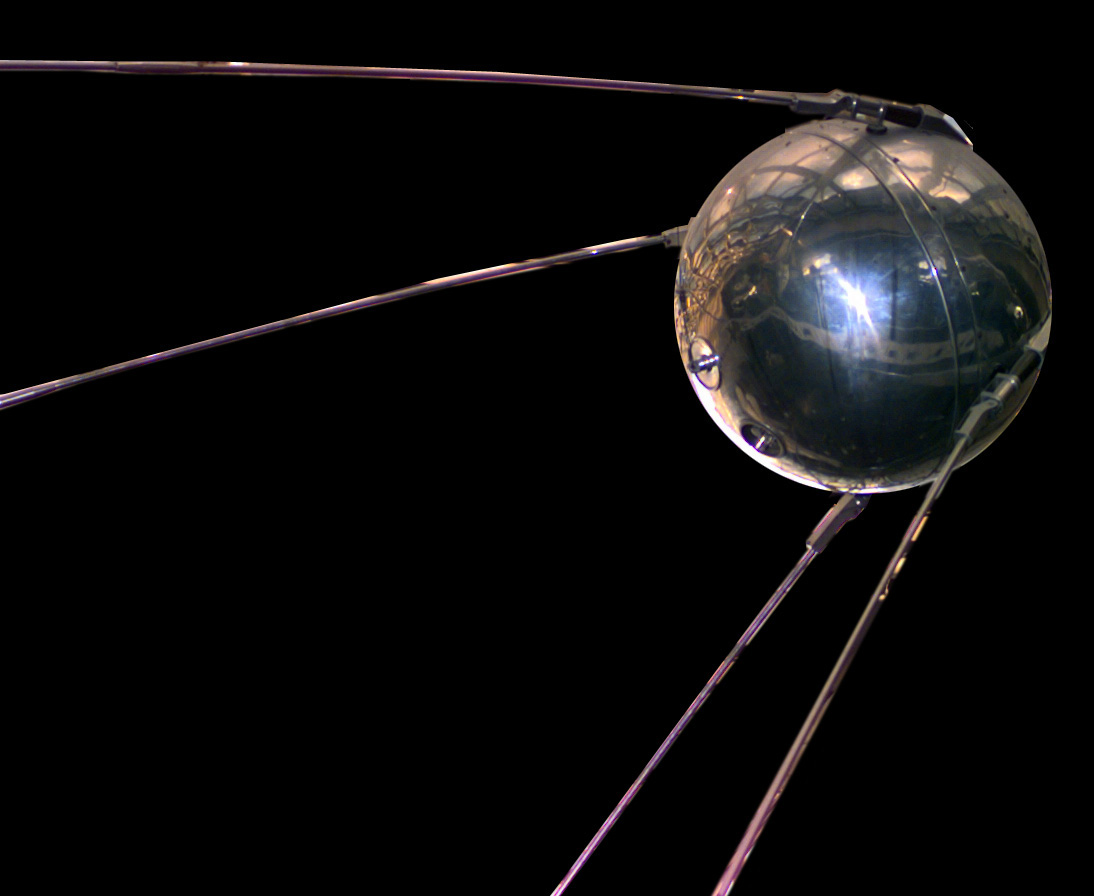
Sputnik 1 – Primul orbitator al Pământului

- Sputnik 1 – 4 octombrie 1957 – Primul orbitator al Pământului
- Sputnik 2 – 3 noiembrie 1957 – Orbitator, primul animal pe orbită, câinele Laika

1958
- Explorer 1 – 1 februarie 1958 – Orbitator; primul orbitator american, a descoperit centura de radiații Van Allen
- Vanguard 1 – 17 martie 1958 – Orbitator; Cea mai veche navă spațială încă pe orbita Pământului

1959
- Luna 1 – 2 ianuarie 1959 – Prima survolare a Lunii (planificată ca impactor?)
- Pioneer 4 – 3 martie 1959 – Survolare a Lunii
- Luna 2 – 12 septembrie 1959 – Primul impact cu Luna
- Luna 3 – 4 octombrie 1959 – Survolare a Lunii; Primele imagini ale celeilalte părți a Lunii

## Anii 1960
1960

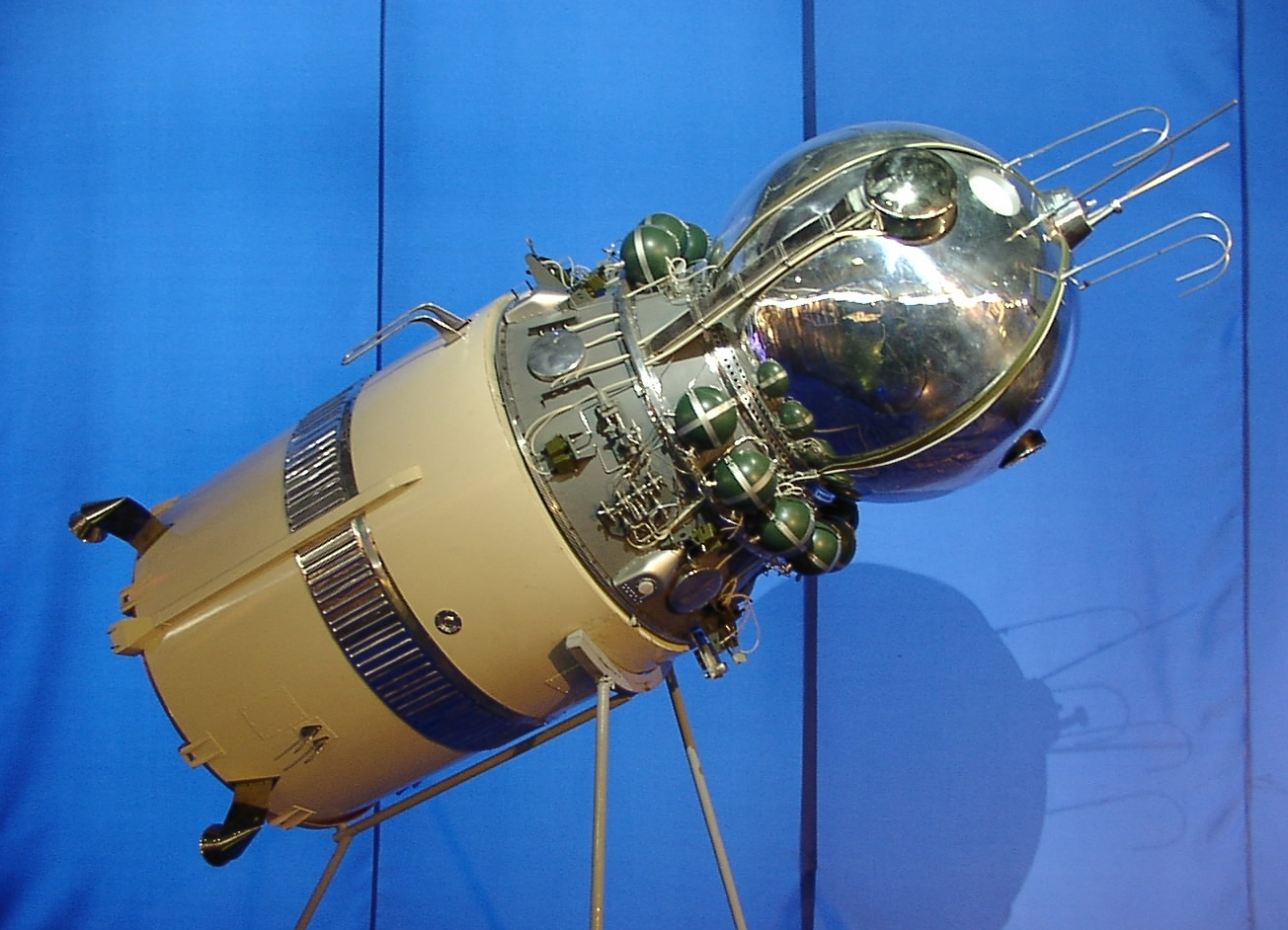
Vostok 1 – Primul orbitator cu echipaj al Pământului

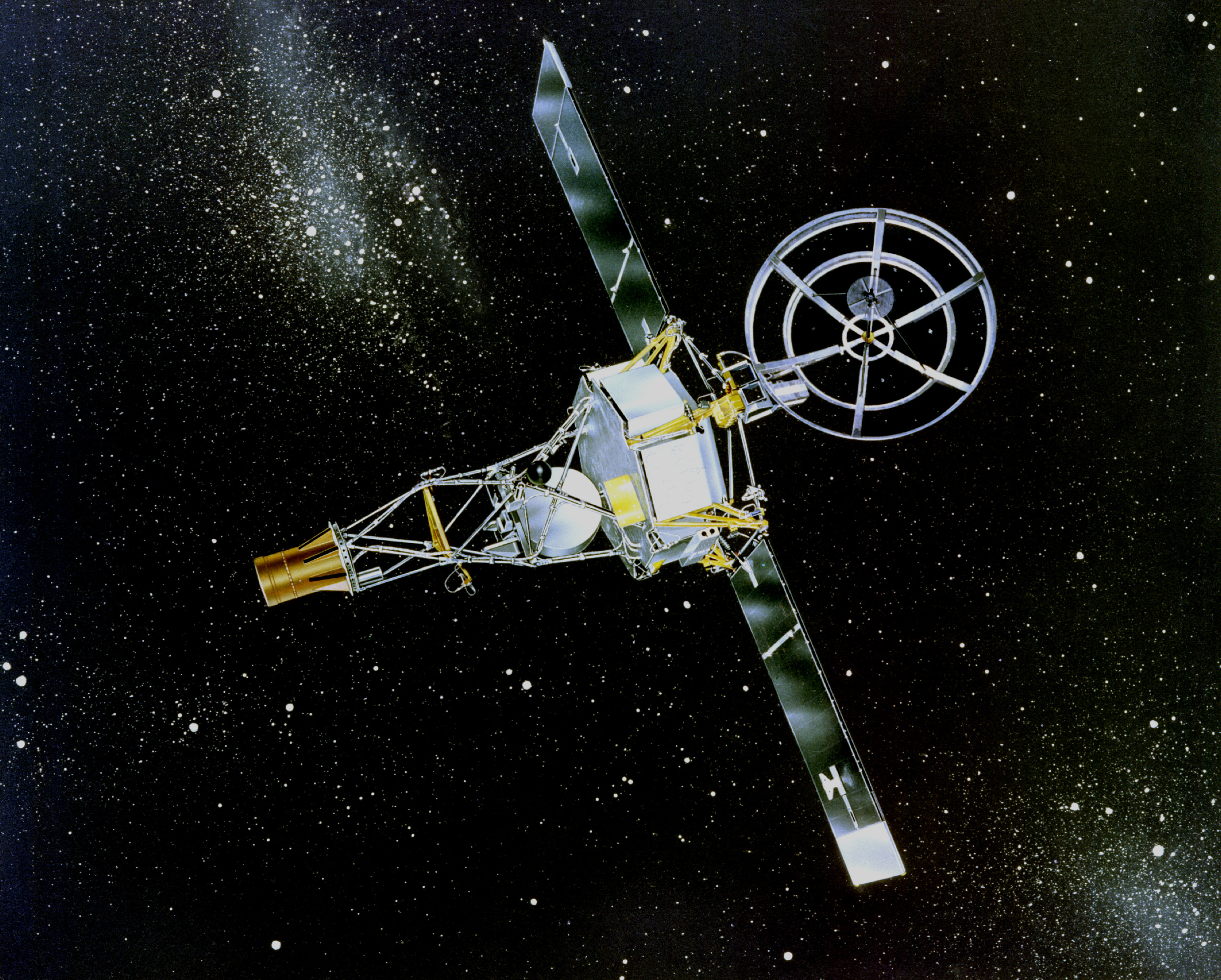
Mariner 2 – Prima survolare a lui Venus

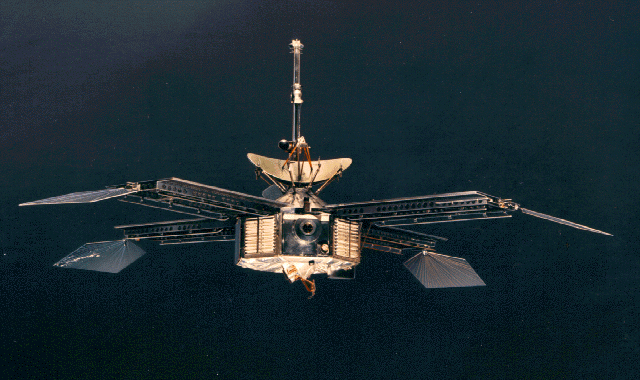
Mariner 4 – Prima survolare a lui Marte

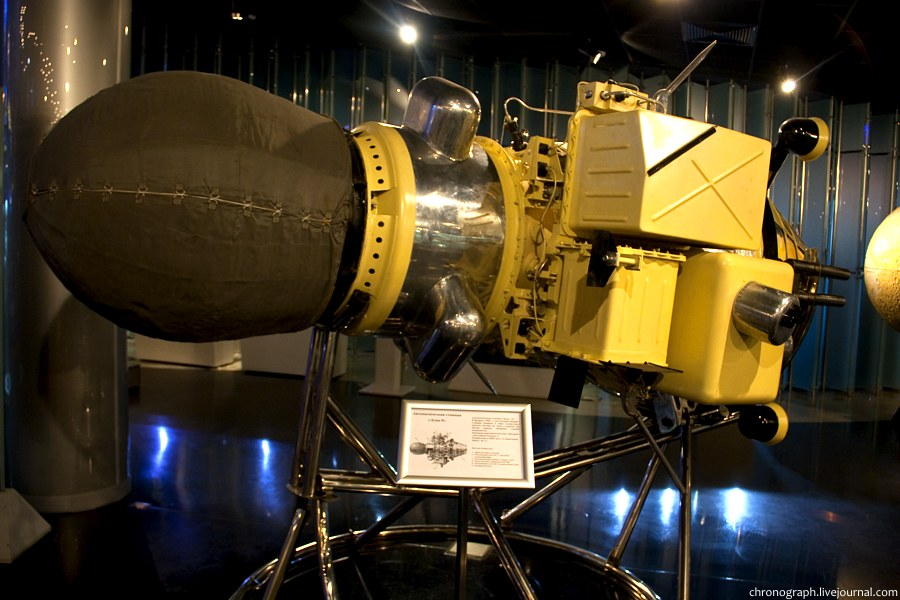
Luna 9 – Prima sondă de aterizare pe Lună

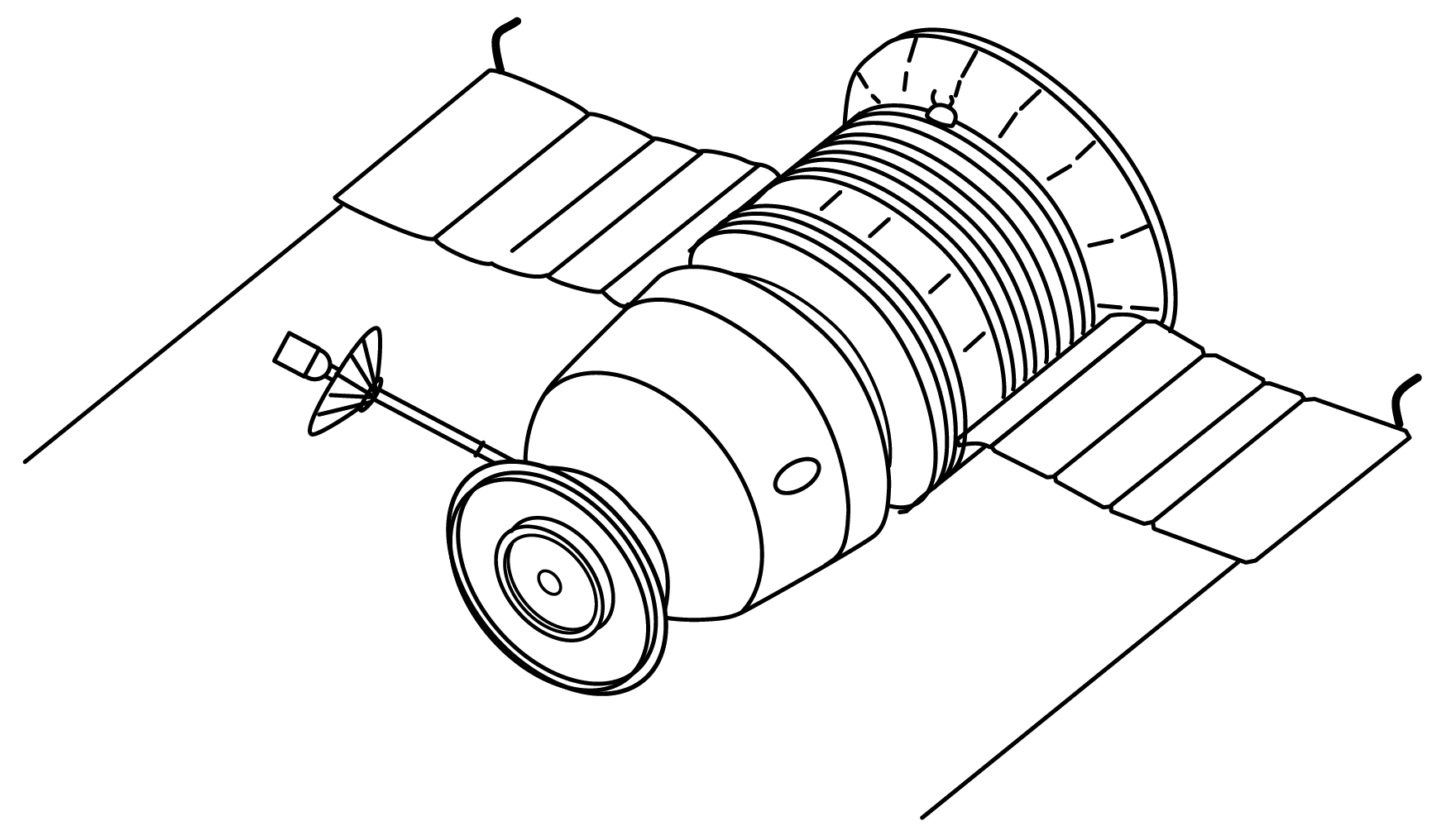
Zond 5 – Prima survolare a Lunii și reîntoarcere pe Pământ

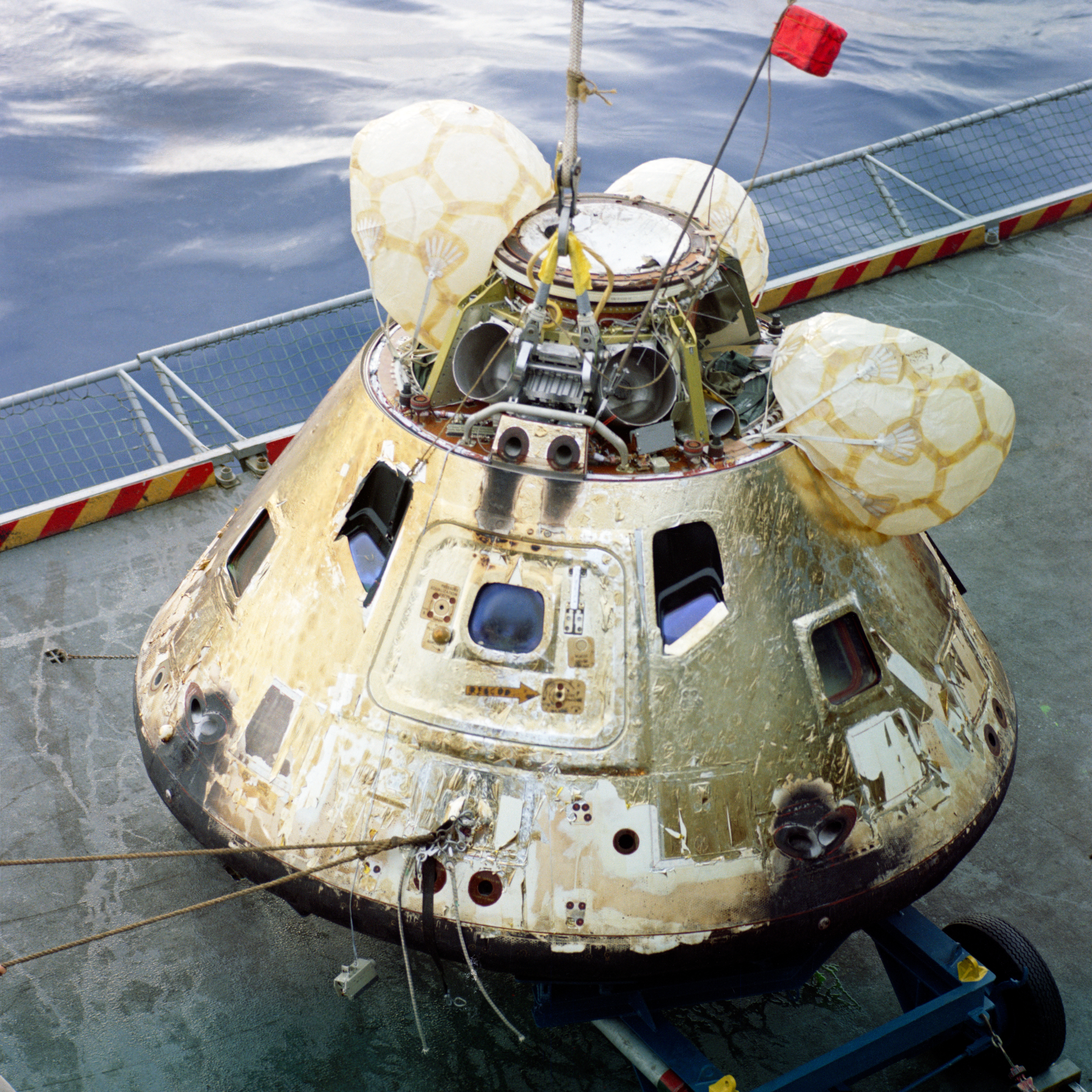
Apollo 8 - Primul orbitator lunar cu echipaj

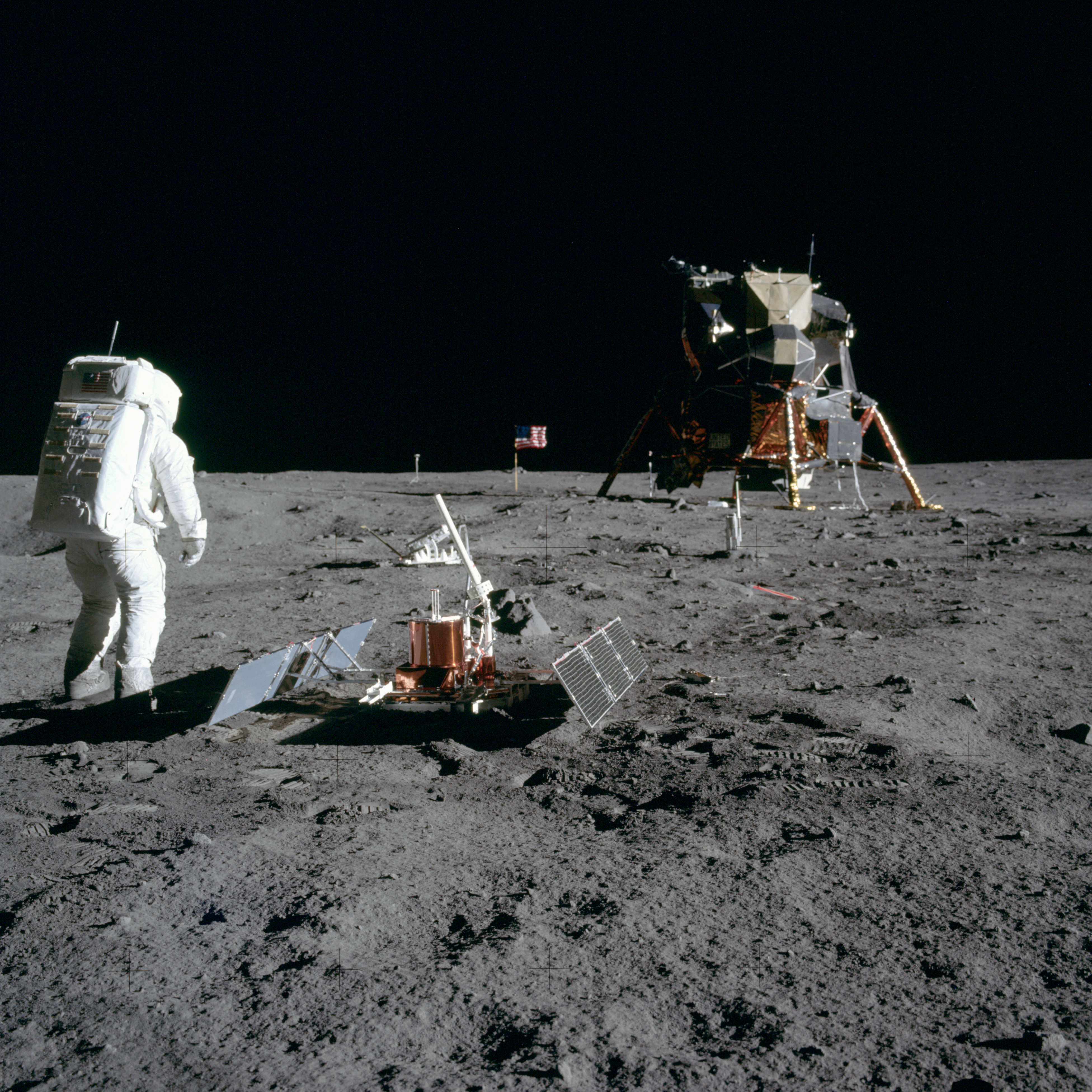
Apollo 11 – Prima aterizare cu echipaj pe Lună

- Pioneer 5 – 11 martie 1960 – Investigații ale spațiului interplanetar

1961
- Sputnik 7 – 4 februarie 1961 – Încercare de impactare a lui Venus (nu a ieșit de pe orbita Pământului)
- Venera 1 – 12 februarie 1961 – Survolare lângă Venus (contact pierdut până la aceasta)
- Vostok 1 – 12 aprilie 1961 – Primul orbitator cu echipaj al Pământului
- Mercury-Redstone 3 – 5 mai 1961 – Primul american în spațiu
- Ranger 1 – 23 august 1961 – Tentativă a unui zbor de test lunar
- Ranger 2 – 18 noiembrie 1961 – Tentativă a unui zbor de test lunar

1962
- Ranger 3 – 26 ianuarie 1962 – Încercare de impactare a Lunii (a ratat Luna)
- Mercury-Atlas 6 – 20 februarie 1962 – Primul orbitator cu echipaj american al Pământului
- Ranger 4 – 23 aprilie 1962 – Impact lunar (însă neintenționat a lovit cealaltă parte a Lunii, netrimițând date)
- Sputnik 19 – 25 august 1962 – Tentativă de aterizare pe Venus (nu a părăsit orbita terestră)
- Mariner 2 – 27 august 1962 – Prima „întâlnire” planetară de succes, Prima survolare de succes a lui Venus
- Sputnik 20 – 1 septembrie 1962 – Tentativă de aterizare pe Venus (nu a părăsit orbita terestre)
- Sputnik 21 – 12 septembrie 1962 – Tentativă de aterizare pe Venus (a explodat)
- Ranger 5 – 18 octombrie 1962 – Tentativă de impactare lunară (a ratat Luna)
- Sputnik 22 – 24 octombrie 1962 – Tentativă de survolare a lui Marte (a explodat)
- Mars 1 – 1 noiembrie 1962 – Survolare a lui Marte (contact pierdut)
- Sputnik 24 – 4 noiembrie 1962 – Tentativă de aterizare pe Marte (s-a izbit)

1963
- Sputnik 25 – 4 ianuarie 1963 – Tentativă de aselenizare (a ratat părăsirea orbitei terestre)
- Luna 4 – 2 aprilie 1963 – Tentativă de aselenizare (a ratat Luna)
- Cosmos 21 – 11 noiembrie 1963 – Tentativă de zbor test spre Venus?

1964
- Ranger 6 – 30 ianuarie 1964 – Impact lunar (camerele a eșuat)
- Cosmos 27 – 27 martie 1964 – Tentativă de survolare a lui Venus (nu a părăsit orbita terestră)
- Zond 1 – 2 aprilie 1964 – Survolare a lui Venus (contact pierdut)
- Ranger 7 – 28 iulie 1964 – Impact lunar
- Mariner 3 – 5 noiembrie 1964 – Tentativă de survolare a lui Marte (a eșuat traiectoria)
- Mariner 4 – 28 noiembrie 1964 – Prima survolare a lui Marte
- Zond 2 – 30 noiembrie 1964 – Survolare a lui Marte (contact pierdut)

1965
- Ranger 8 – 17 februarie 1965 – Impact lunar
- Cosmos 60 – 12 martie 1965 – Tentativă de impact lunar (nu a părăsit orbita terestră)
- Ranger 9 – 21 martie 1965 – Impact lunar
- Luna 5 – 9 mai 1965 – Impact lunar (tentativă de aselenizare ușoară)
- Luna 6 – 8 iunie 1965 – Tentativă de aselenizare (a ratat Luna)
- Zond 3 – 18 iulie 1965 – Survolare a Lunii
- Luna 7 – 4 octombrie 1965 – Impact lunar (tentativă de aselenizare ușoară)
- Venera 2 – 12 noiembrie 1965 – Survolare a lui Venus (contact pierdut)
- Venera 3 – 16 noiembrie 1965 – Aterizator pe Venus (contact pierdut) – Prima navă spațială ce a atins o altă planetă, Primul impact venusian
- Cosmos 96 – 23 noiembrie 1965 – Tentativă de aterizare pe Venus (a rămas în orbita terestră)
- Luna 8 – 3 decembrie 1965 – Impact lunar (tentativă de aselenizare ușoară planificată?)
- Pioneer 6 – 16 decembrie 1965 – Observații ale „vremii spațiale”

1966
- Luna 9 – 31 ianuarie 1966 – Primul aselenizator
- Cosmos 111 – 1 martie 1966 – Tentativă de orbitator lunar? (nu a părăsit orbita terestră)
- Luna 10 – 31 martie 1966 – Primul orbitator lunar
- Surveyor 1 – 30 mai 1966 – Aselenizator
- Explorer 33 – 1 iulie 1966 – Tentativă de orbitator lunar (nu a atins orbita Lunii)
- Lunar Orbiter 1 – 10 august 1966 – Orbitator lunar
- Pioneer 7 – 17 august 1966 – Observații ale „vremii spațiale”
- Luna 11 – 24 august 1966 – Orbitator lunar
- Surveyor 2 – 20 septembrie 1966 – Tentativă de aselenizare (s-a izbit în Lună)
- Luna 12 – 22 octombrie 1966 – Orbitator lunar
- Lunar Orbiter 2 – 6 noiembrie 1966 – Orbitator lunar
- Luna 13 – 21 decembrie 1966 – Aselenizator

1967
- Lunar Orbiter 3 – 4 februarie 1967 – Orbitator lunar
- Surveyor 3 – 17 aprilie 1967 – Aselenizator
- Lunar Orbiter 4 – 8 mai 1967 – Orbitator lunar
- Venera 4 – 12 iunie 1967 – Primele probe ale atmosferei venusiene
- Mariner 5 – 14 iunie 1967 – Survolare a lui Venus
- Cosmos 167 – 17 iunie 1967 – Tentativă de sondă spre Venus (nu a părăsit orbita terestră)
- Surveyor 4 – 14 iulie 1967 – Tentativă de aselenizare (s-a izbit în Lună)
- Explorer 35 (IMP-E) – 19 iulie 1967 – Orbitator lunar
- Lunar Orbiter 5 – 1 august 1967 – Orbitator lunar
- Surveyor 5 – 8 septembrie 1967 – Aselenizator
- Surveyor 6 – 7 noiembrie 1967 – Aselenizator
- Pioneer 8 – 13 decembrie 1967 – Observații ale „vremii spațiale”

1968
- Surveyor 7 – 7 ianuarie 1968 – Aselenizator
- Zond 4 – 2 martie 1968 – Zbor de testare a Programului lunar
- Luna 14 – 7 aprilie 1968 – Orbitator lunar
- Zond 5 – 15 septembrie 1968 – Prima survolare a Lunii și reîntoarcere pe Pământ
- Pioneer 9 – 8 noiembrie 1968 – Observații ale „vremii spațiale”
- Zond 6 – 10 noiembrie 1968 – Survolare a Lunii și reîntoarcere
- Apollo 8 – 21 decembrie 1968 – Primul orbitator lunar cu echipaj

1969
- Venera 5 – 5 ianuarie 1969 – Probe ale atmosferei venusiene
- Venera 6 – 10 ianuarie 1969 – Probe ale atmosferei venusiene
- Mariner 6 – 25 februarie 1969 – Survolare a lui Marte
- Apollo 9 – 3 martie 1969 – Zbor de testare a unei aselenizări umane
- Mariner 7 – 27 martie 1969 – Survolare a lui Marte
- Apollo 10 – 18 mai 1969 – Orbitator lunar cu echipaj
- Luna E-8-5 No.402 – 14 iunie 1969 – Tentativă de reîntoarcere cu mostre, prima tentativă a unei misiuni de reîntoarcere cu probe
- Luna 15 – 13 iulie 1969 – A doua tentativă de reîntoarcere cu mostre
- Apollo 11 – 16 iulie 1969 – Prima aselenizare cu echipaj pe Lună și prima reîntoarcere de succes cu mostre
- Zond 7 – 7 august 1969 – Survolare a Lunii și reîntoarcere
- Cosmos 300 – 23 septembrie 1969 – Tentativă de reîntoarcere cu mostre? (nu a părăsit orbita terestră)
- Cosmos 305 – 22 octombrie 1969 – Tentativă de reîntoarcere cu mostre? (nu a părăsit orbita terestră)
- Apollo 12 – 14 noiembrie 1969 – Aselenizare umană pe Lună

## Anii 1970
1970

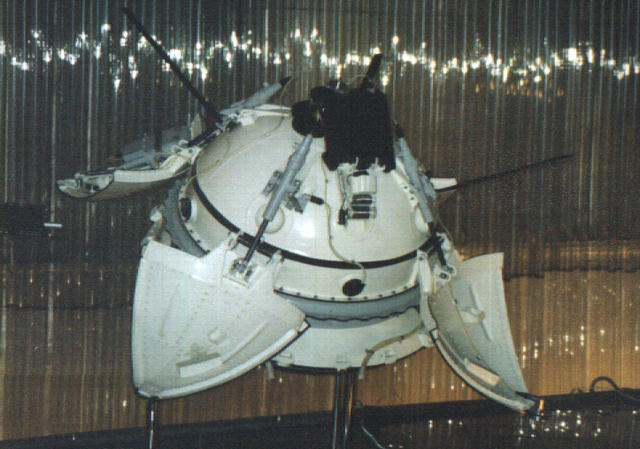
Mars 3 – Prima sondă de aterizare pe Marte

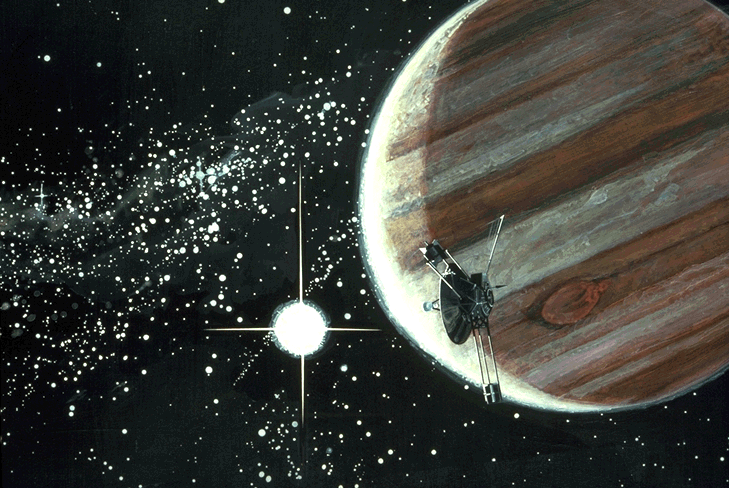
Pioneer 10 – Prima survolare a lui Jupiter

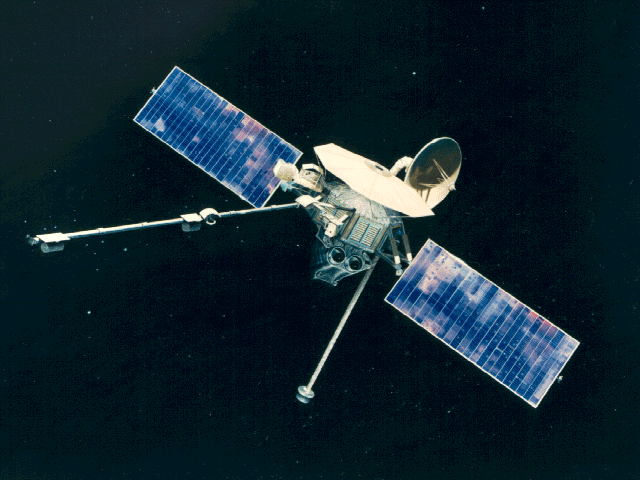
Mariner 10 – Prima survolare a lui Mercur

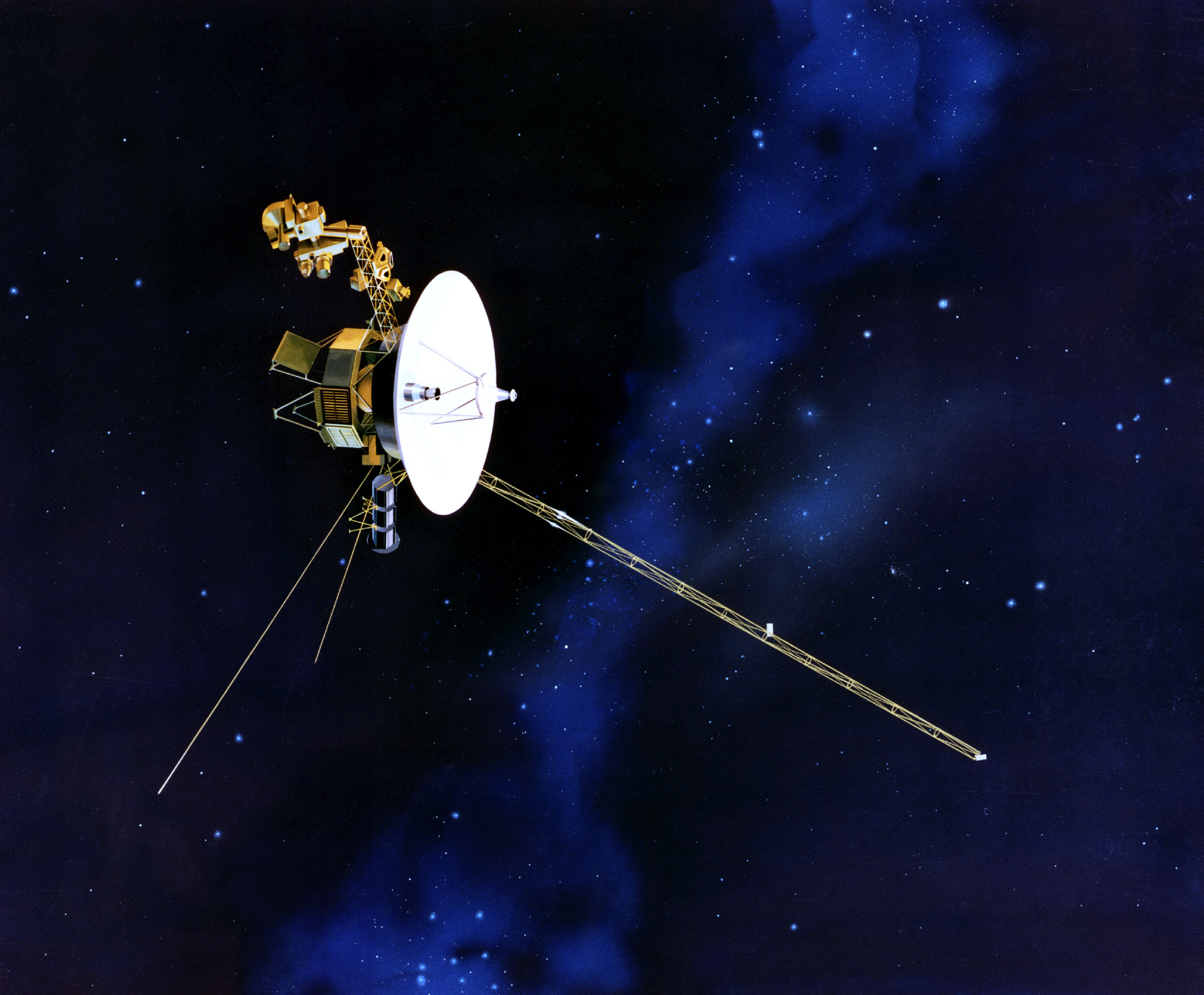
Voyager 2 – Primele survolări ale planetelor Uranus/Neptun

- Apollo 13 – 11 aprilie 1970 – Survolare lunară cu echipaj și reîntoarcere (aselenizare anulată)
- Venera 7 – 17 august 1970 – Primul aterizator venusian
- Cosmos 359 – 22 august 1970 – Tentativă de trimitere a sondei spre Venus (nu a părăsit orbita terestră)
- Luna 16 – 12 septembrie 1970 – Prima reîntoarcere robotică de succes cu mostre
- Zond 8 – 20 octombrie 1970 – Orbitator lunar și reîntoarcere pe Pământ
- Luna 17/Lunohod 1 – 10 noiembrie 1970 – Primul rover lunar

1971
- Apollo 14 – 31 ianuarie 1971 – Aselenizare cu echipaj
- Saliut 1 – 19 aprilie 1971 – Prima stație spațială
- Cosmos 419 – 10 mai 1971 – Tentativă de orbitator marțian (nu a părăsit orbita terestră)
- Mariner 9 – 30 mai 1971 – Primul orbitator marțian
- Mars 2 – 19 mai 1971 – Orbitator marțian și tentativă de amartizare; First Mars impact
- Mars 3 – 28 mai 1971 – Orbitator marțian, Primul amartizator (contactul a fost pierdut peste 14,5 s) și Primele probe atmosferice ale atmosferei marțiene
- Apollo 15 – 26 iulie 1971 – Aselenizare cu echipaj; Primul rover lunar cu echipaj
- Luna 18 – 2 septembrie 1971 – Tentativă de reîntoarcere cu mostre lunare (s-a izbitat de suprafața Lunei)
- Luna 19 – 28 septembrie 1971 – Orbitator lunar

1972
- Luna 20 – 14 februarie 1972 – Reîntoarcere robotizată cu mostre lunare
- Pioneer 10 – 3 martie 1972 – Prima survolare a lui Jupiter
- Venera 8 – 27 martie 1972 – Aterizator venusian
- Cosmos 482 – 31 martie 1972 – Tentativă de trimitere a sondei spre Venus (nu a părăsit orbita terestră)
- Apollo 16 – 16 aprilie 1972 – Aselenizare cu echipaj
- Apollo 17 – 7 decembrie 1972 – Ultima aselenizare cu echipaj

1973
- Luna 21/Lunohod 2 – 8 ianuarie 1973 – Rover lunar
- Pioneer 11 – 5 aprilie 1973 – Survolare a lui Jupiter și Prima survolare a lui Saturn
- Skylab – 14 mai 1973 – Prima stație spațială americană
- Explorer 49 (RAE-B) – 10 iunie 1973 – Orbitator lunar/astronomie radio
- Mars 4 – 21 iulie 1973 – Survolare a lui Marte (tentativă de orbitare)
- Mars 5 – 25 iulie 1973 – Orbitator marțian
- Mars 6 – 5 august 1973 – Orbitator marțian și tentativă de amartizare (nu a ajuns la etapa de amartizare)
- Mars 7 – 9 august 1973 – Survolare a lui Marte și tentativă de amartizare (a ratat Martele)
- Mariner 10 – 4 noiembrie 1973 – Survolare a lui Venus și Prima survolare a lui Mercur

1974
- Luna 22 – 2 iunie 1974 – Orbitator lunar
- Luna 23 – 28 octombrie 1974 – Tentativă de reîntoarcere cu mostre lunare (ratare în timpul aselenizării)
- Helios-A – 10 decembrie 1974 – Observații solare

1975
- Venera 9 – 8 iunie 1975 – Primul orbitator venusian și aterizator; Primele imagini de la suprafața lui Venus
- Venera 10 – 14 iunie 1975 – Orbitator și aterizator venusian
- Viking 1 – 20 august 1975 – Orbitator și aterizator marțian; Primele date reîntoarse și Primele imagini ale suprafaței marțiene
- Viking 2 – 9 septembrie 1975 – Orbitator și amartizor

1976
- Helios-B – 15 ianuarie 1976 – Observații solare, Cea mai mică apropiere de Soare (0,29 UA)
- Luna 24 – 9 august 1976 – Reîntoarcere robotică cu probe lunare

1977
- Voyager 2 – 20 august 1977 – Survolări a lui Jupiter/Saturn; Primele survolări a planetelor Uranus/Neptun
- Voyager 1 – 5 septembrie 1977 – Survolări a lui Jupiter/Saturn; Cel mai îndepărtat obiect – în prezent (2015) la peste 130 UA

1978
- Pioneer Venus 1 – 20 mai 1978 – Orbitator venusian
- Pioneer Venus 2 – 8 august 1978 – Probe atmosferice venusiene
- ISEE-3 – 12 august 1978 – Investigații ale vântului solar; ulterior redesemnată în International Cometary Explorer și desfășurând survolări a cometelor Giacobini-Zinner și Halley – Prima survolare a unei comete
- Venera 11 – 9 septembrie 1978 – Orbitator și aterizator venusian
- Venera 12 – 14 septembrie 1978 – Orbitator și aterizator venusian

## Anii 1980
1981
- Venera 13 – 30 octombrie 1981 – Survolare și aterizare pe Venus
- Venera 14 – 4 noiembrie 1981 – Survolare și aterizare pe Venus

1983
- Venera 15 – 2 iunie 1983 – Orbitator venusian
- Venera 16 – 7 iunie 1983 – Orbitator venusian

1984
- Vega 1 – 15 decembrie 1984 – Survolare a lui Venus, aterizare și lansarea primului balon atmosferic; a continuat prin survolarea cometei Halley
- Vega 2 – 21 decembrie 1984 – Survolare a lui Venus, aterizare și lansarea balonului; a continuat prin survolarea cometei Halley

1985

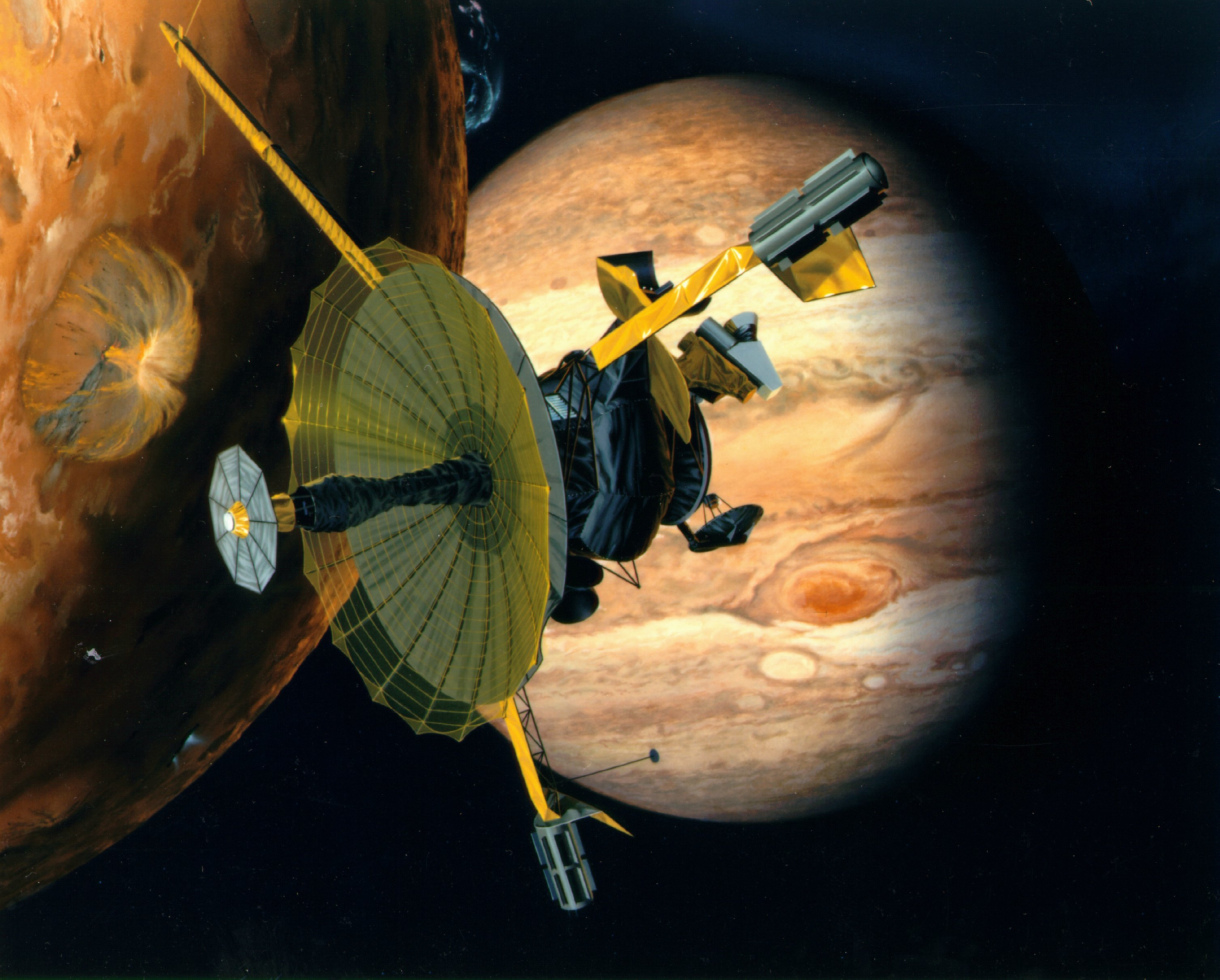
Galileo – Misiune spre Jupiter

- Sakigake – 7 ianuarie 1985 – Survolarea a cometei Halley
- Giotto – 2 iulie 1985 – Survolarea a cometei Halley
- Suisei (Planet-A) – 18 august 1985 – Survolarea a cometei Halley

1986
- Mir – 20 februarie 1986 – Prima stație spațială modulară (completată în 1996)

1988
- Fobos 1 – 7 iulie 1988 – Tentativă de orbitator marțian/Aterizare pe Phobos (contact pierdut)
- Fobos 2 – 12 iulie 1988 – Tentativă de orbitator marțian/Aterizare pe Phobos (contact pierdut)

1989
- Magellan – 4 mai 1989 – Orbitator venusian
- Galileo – 18 octombrie 1989 – Survolare pe lângă Venus, prima survolare a unui asteroid, descoperirea primului satelit al unui asteroid, prima orbitare/colectare a probelor atmosferice a planetei Jupiter

## Anii 1990
1990

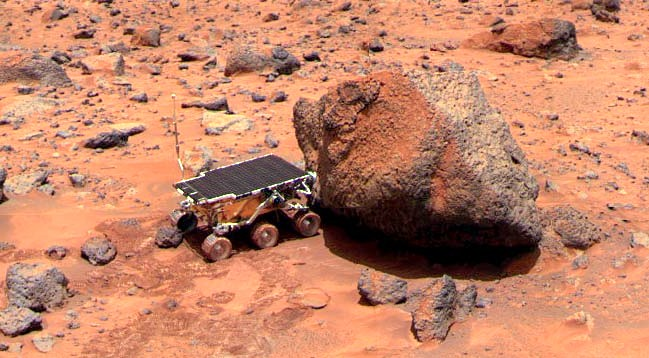
Mars Pathfinder – Aterizator pe Marte și primul rover marțian

- Hiten (Muses-A) – 24 ianuarie 1990 – Survolare și orbitare a Lunii
- Hubble Space Telescope – Telescop spațial orbital
- Ulysses – 6 octombrie 1990 – Observator polar al Soarelui

1991
- Yohkoh (Solar-A) – 30 august 1991 – Observații solare

1992
- Mars Observer – 25 septembrie 1992 – Tentativă a unui observator marțian (contact pierdut)

1994
- Clementine – 25 ianuarie 1994 – Orbitator lunar/Tentativă de survolare a unui asteroid
- WIND – 1 noiembrie 1994 – Observații asupra vântului solar

1995
- SOHO – 2 decembrie 1995 – Observator solar

1996
- NEAR Shoemaker – 17 februarie 1996 – Orbitator al lui Eros, prima survolare în jurul unui asteroid din apropierea Pământului, prima orbitare a unui asteroid și prima aterizare pe un asteroid
- Mars Global Surveyor – 7 noiembrie 1996 – Orbitator marțian
- Mars 96 – 16 noiembrie 1996 – Tentativă de orbitare marțiană/aterizator (n-a părăsit orbita terestră)
- Mars Pathfinder – 4 decembrie 1996 – Aterizator marțian și primul rover planetar

1997

Cassini–Huygens – Primul orbitator al lui Saturn și primul aterizator pe Titan

- ACE – 25 august 1997 – Observații asupra vântului solar și „vremii spațiale”
- Cassini–Huygens – 15 October 1997 – Primul orbitator al lui Saturn și primul lander pe o altă planetă
- AsiaSat 3/HGS-1 – 24 decembrie 1997 – Survolare a Lunii

1998
- Lunar Prospector – 7 ianuarie 1998 – Orbitator lunar
- Nozomi (sondă spațială) (also known as Planet-B) – 3 iulie 1998 – Tentativă a unui orbitator marțian (n-a intrat pe orbita lui Marte)
- Deep Space 1 (DS1) – 24 octombrie 1998 – Survolare a unui asteroid și unei comete
- – 20 noiembrie 1998 – Stația Spațială Internațională
- Mars Climate Orbiter – 11 decembrie 1998 – Tentativă a unui orbitator marțian (a eșuat)

1999
- Mars Polar Lander/Deep Space 2 (DS2) – 3 ianuarie 1999 – Tentativă a unui aterizator marțian/penetrator (contact pierdut)
- Stardust – 7 februarie 1999 – Prima reîntoarcere cu mostre de pe o cometă – s-a reîntords pe 15 ianuarie 2006

## Anii 2000
2001

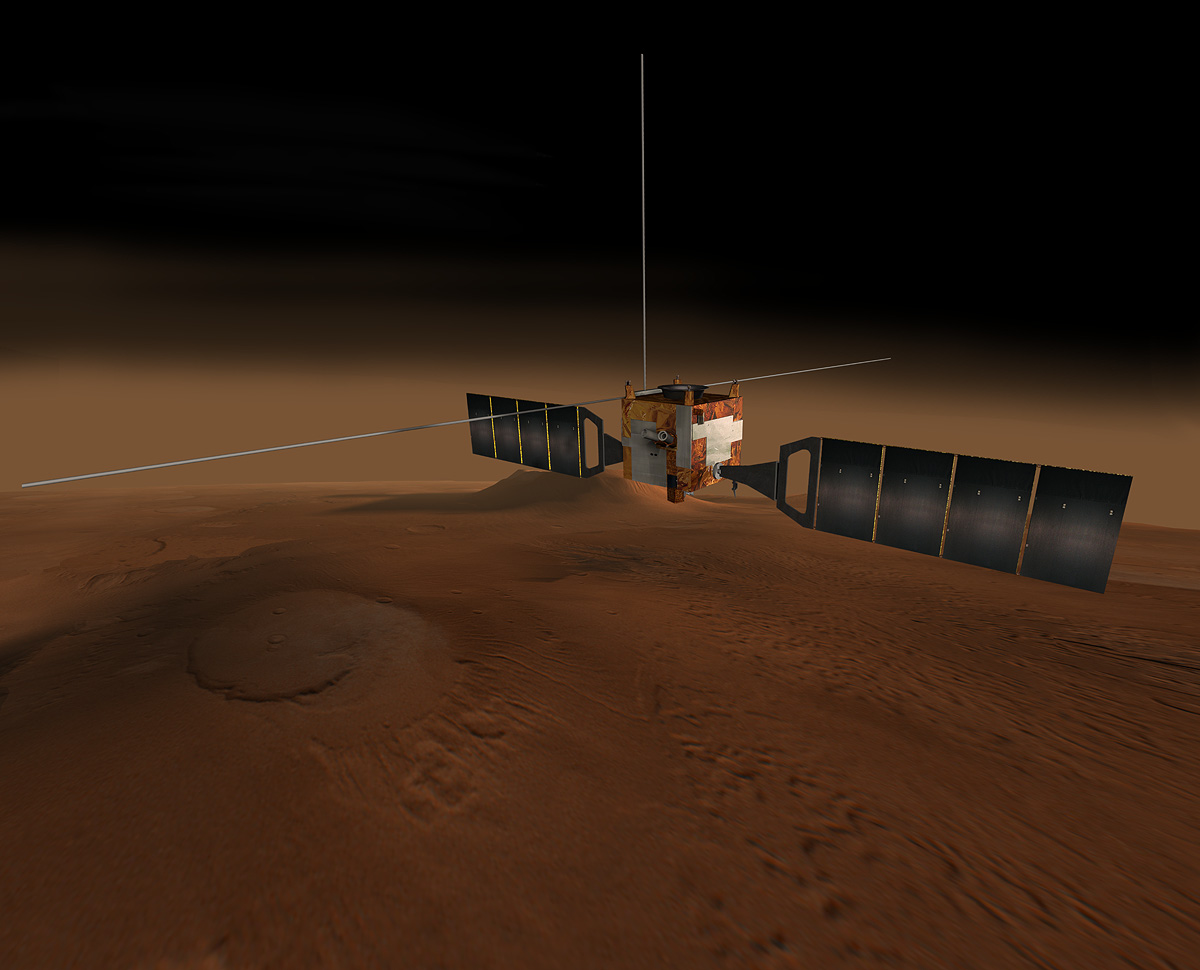
Mars Express/Beagle 2 – Prima misiunea planetară condusă de ESA

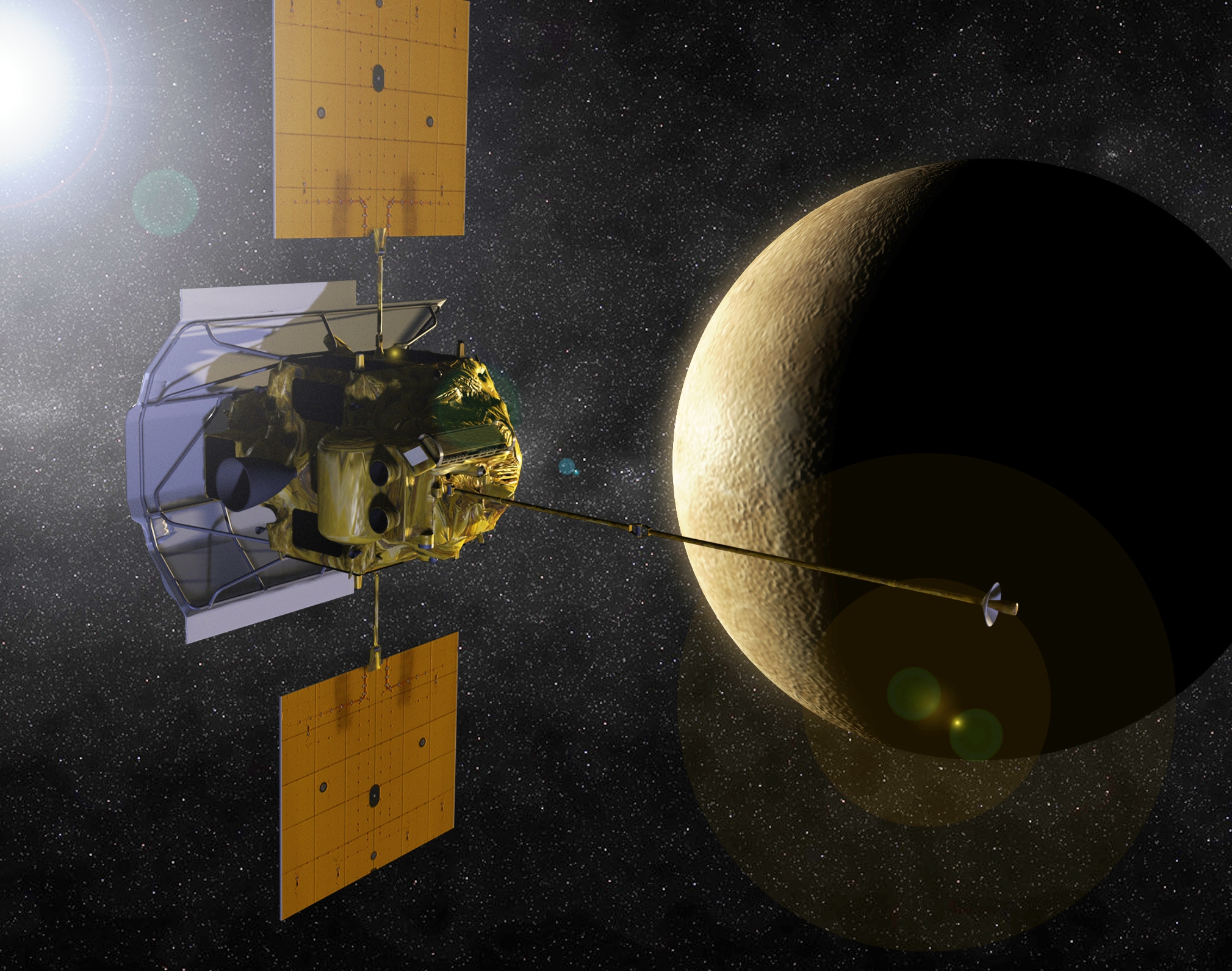
MESSENGER – Primul orbitator mercurian

- 2001 Mars Odyssey – 7 aprilie 2001 – Orbitator marțian
- Genesis – 8 august 2001 – Prima reîntoarcere cu mostre de vânt solar

2002
- CONTOUR – 3 iulie 2002 – Tentativă de survolare a nucleului unei comete (pierdut în spațiu)

2003
- Hayabusa (Muses-C) – 9 mai 2003 – Aterizator pe asteroid și Prima reîntoarcere cu mostre de pe un asteroid
- Mars Exploration Rovers – 10 iunie/7 iulie 2003 – Două rovere marțiene („Spirit” și Opportunity)
- Mars Express/Beagle 2 – 1 iunie 2003 – Orbitator/aterizator marțian (a eșuat la aterizare)
- SMART-1 – 27 septembrie 2003 – Orbitator lunar
- Shenzhou 5 – 15 October 2003 – Primul orbitator (al Pământului) cu echipaj chinez

2004
- Rosetta și Philae – 2 martie 2004 – Prima orbitare și aterizare pe o cometă (a intrat pe orbită și aterizat în 2014)
- MESSENGER – 3 august 2004 – Primul orbitator mercurian (a atins orbita la 18 martie 2011)

2005
- Deep Impact – 12 ianuarie 2005 – Prima impactare a unei comete
- Mars Reconnaissance Orbiter – 12 august 2005 – Orbitator marțian
- Venus Express – 9 noiembrie 2005 – Orbitator polar al lui Venus

2006
- New Horizons – 19 ianuarie 2006 – Prima survolare a sistemului Pluton/Charon și a centurii Kuiper (sosire pe orbita sistemului prognozată pentru 14 iulie 2015)
- Hinode (Solar-B) – 22 septembrie 2006 – Orbitator solar
- STEREO – 26 octombrie 2006 – Două sonde spațiale, orbitatoare solare

2007
- Phoenix – 4 august 2007 – Aterizator polar pe Marte
- SELENE (Kaguya) – 14 septembrie 2007 – Orbitatoare lunare
- Dawn – 27 septembrie 2007 – Orbitare a asteroidului 4 Vesta și a planetei pitice Ceres (sosire pe orbita ultimei prognozată pentru 8 martie 2015)
- Chang'e 1 – 24 octombrie 2007 – Orbitator lunar

2008
- Chandrayaan – 22 octombrie 2008 – Orbitator lunar și impactor – A descoperit apă pe Luna

2009
- Lunar Reconnaissance Orbiter/LCROSS – 18 iunie 2009 – Orbitator polar și impactor lunar

## Anii 2010
2010

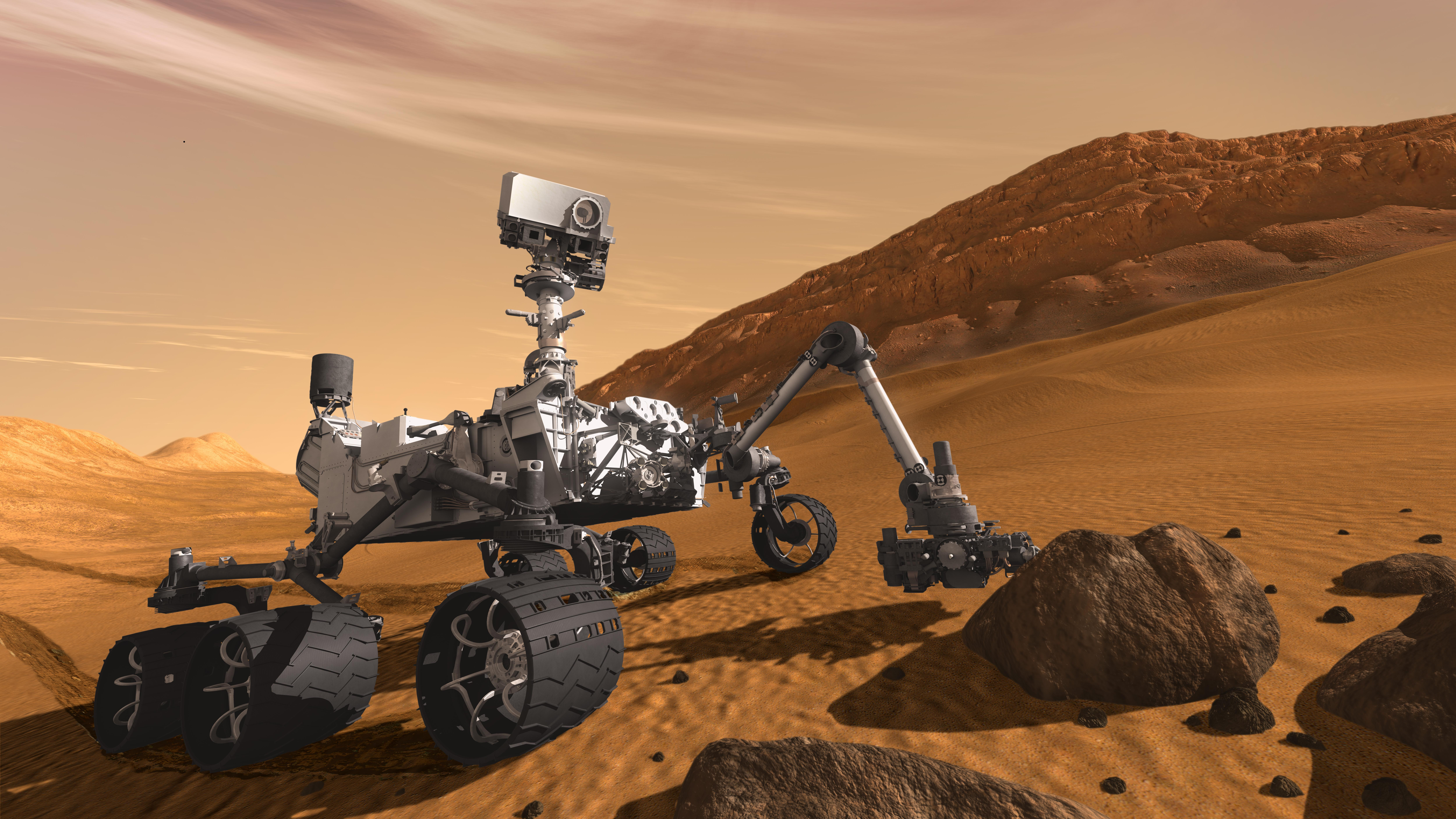
Mars Science Laboratory – Aterizator și lander de dimensiuni mari

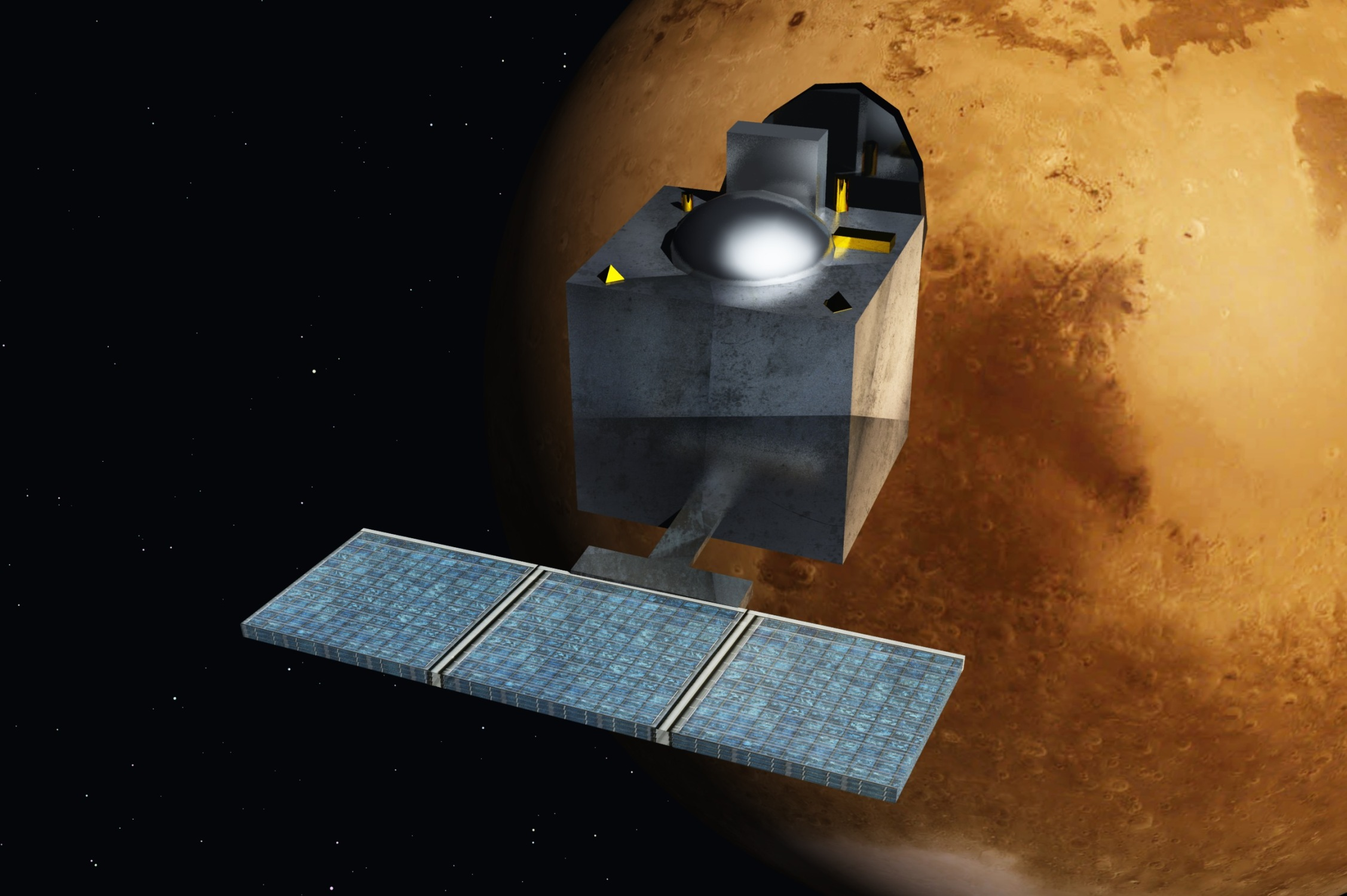
Mangalyaan – Primul orbitator marțian indian

- Solar Dynamics Observatory – 11 februarie 2010 – Monitorizări continui asupra Soarelui
- Akatsuki (Planet-C) – 20 mai 2010 – Orbitator venusian (a eșuat intrarea pe orbită / postplanificare pentru anii 2016–17)
- PICARD – 15 iunie 2010 – Monitorizarea Soarelui
- Chang'e 2 – 1 October 2010 – Orbitator lunar, survolarea asteroidului 4179 Toutatis

2011
- Juno – 5 august 2011 – Orbitator jupiterian
- GRAIL – 10 septembrie 2011 – Două sonde spațiale, orbitatoare lunare
- Tiangong (Project 921-2) - 29 septembrie 2011 - Prima stație spațială chineză[1] (completare planificată pentru anul 2020)
- Fobos-Grunt și Yinghuo-1 – 8 noiembrie 2011 – Orbitare a lui Phobos, lander și reîntoarcere cu mostre (Rusia), orbitator marțian (China) – n-a părăsit orbita Pământului
- Mars Science Laboratory (Curiosity Rover) – 26 noiembrie 2011 – Rover marțian de dimensiuni mari (900 kg) (a aterizat la 6 august 2012)

2012
- Van Allen Probes (RBSP) - 30 august 2012 - Studii asupra centurii de radiații Van Allen

2013
- IRIS – 27 iunie 2013 – Observații solare
- LADEE – 6 septembrie 2013 – Orbitator lunar
- Hisaki - 14 septembrie 2013 - Observator al atmosferei planetare
- Mars Orbiter Mission (Mangalyaan) – 5 noiembrie 2013 – Orbitator marțian
- MAVEN – 18 noiembrie 2013 – Orbitator marțian
- Chang'e 3 – 1 decembrie 2013 - Primul aterizator și rover chinezesc (cel mai recent de până la sonda Luna 24 din 1976)

2014
- Chang'e 5-T1 / 4M mission – 23 octombrie 2014 - Survolare lunară și reântoarcere cu mostre pe Terra; demonstrație tehnologică pentru pregătirea misiunii Chang'e 5
- Hayabusa 2 – 3 decembrie 2014 – Aterizare pe asteroid și reîntoarcere cu mostre

## Planificate ori programate
2015
- ISRO Extraterrestrial Exploration – mai 2015 – Orbitator venusian
- Astrobotic Technology – octombrie 2015 – Primul aterizator și rover lunar privat
- Don Quijote – Orbitare a unui asteroid, impactor
- Chang'e 4 – Aterizator și rover lunar
- Astrosat – Observator spațial
- Aditya - 2015/2016 - Observații solare

2016
- InSight – martie 2016  – Aterizator marțian
- BepiColombo – iulie 2016 – Orbitatoare marțiene
- ExoMars Trace Gas Orbiter and EDM lander – Orbitare și aterizare pe Marte
- OSIRIS-REx – Reîntoarcere cu mostre de pe un asteroid
- ISRO Orbital Vehicle – Primul orbitator cu echipaj indian
- Chandrayaan-2 – Orbitator și rover lunar

2017
- SOLO – ianuarie 2017 – Orbitator solar
- Chang'e 5 – Reîntoarcere cu mostre lunare
- SELENE-2 – Lander și penetrator lunar

2018
- Solar Probe Plus – 30 iulie 2018 – Orbitator solar, Cea mai proximă apropiere (0.04 UA)
- Roverul ExoMars și aterizator static rusesc
- MoonNext – Aterizator lunar
- International Lunar Network – Aterizator lunar
- Luna-Glob lander (Luna-25) – Orbitator lunar, lander și penetratoare
- Luna-Glob orbiter (Luna-26) – Orbitator lunar (2018 ori 2019)

2019
- Luna-Resurs lander (Luna-27) – Aterizator lunar (2019 ori 2020)

2020
- MarcoPolo-R – Reîntoarcere cu mostre de pe un asteroid
- Chang'e 6 – Reîntoarcere cu mostre lunare
- Mars 2020 rover mission
- Mars sample return mission

2021
- Sondă (fără echipaj) spre Marte[2]

2022
- Jupiter Icy Moon Explorer – Misiune de explorare a lui Jupiter și sateliților de gheață ale acestuia.

2023
- Rover Luna-Grunt (Luna-28) – Orbitator lunar, aterizator și rover (2023 ori 2025)

2024
- Venera-D – Orbitator și lander venusian

2025
- Aterizare cu echipaj uman pe un asteroid[3]
- Vehicul Luna-Grunt de reântoarcere cu probe lunare (Luna-29) – Reântoarcere cu probe lunare

2028
- Orbitator lunar cu echipaj[4]

2030
- Aterizare cu echipaj pe Lună[4]
- Aterizare cu echipaj uman pe Lună (2020–30)[5]

2031
- Merkurii-P – Primul aterizator mercurian

2037
- Lunnâi Poligon – Completarea unei baze lunare robotizate
- Misiune cu echipaj uman spre Marte

2040-60
- Fază fără echipaj a programului rus de explorare a lui Marte[6]
- Fază fără echipaj a programului rus de explorare a lui Marte[7]

## Galerie

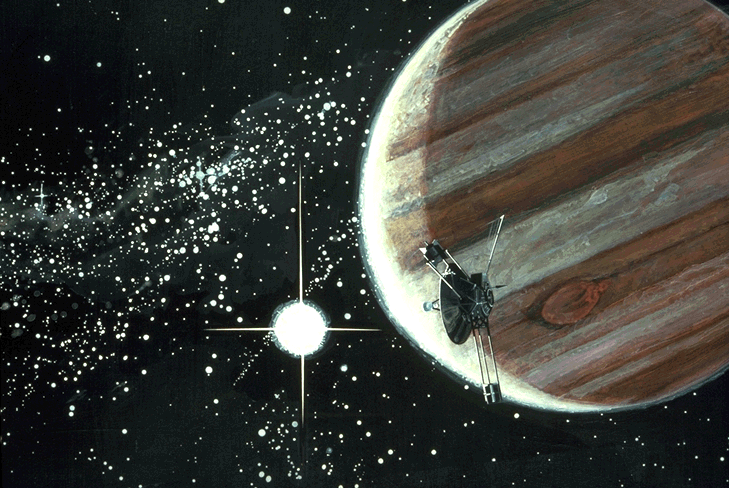
Pioneer 10 Prima survolare a lui Jupiter
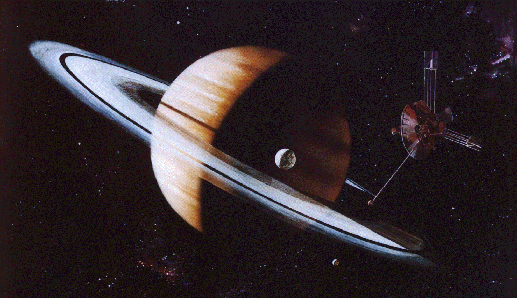
Pioneer 11 Prima survolare a lui Saturn
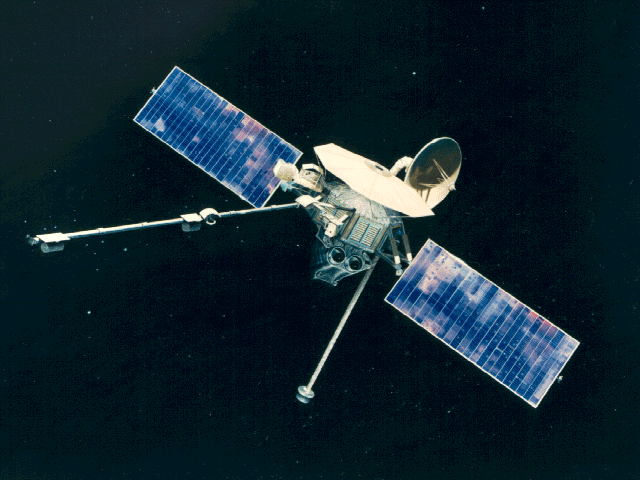
Mariner 10 Prima survolare a lui Mercur
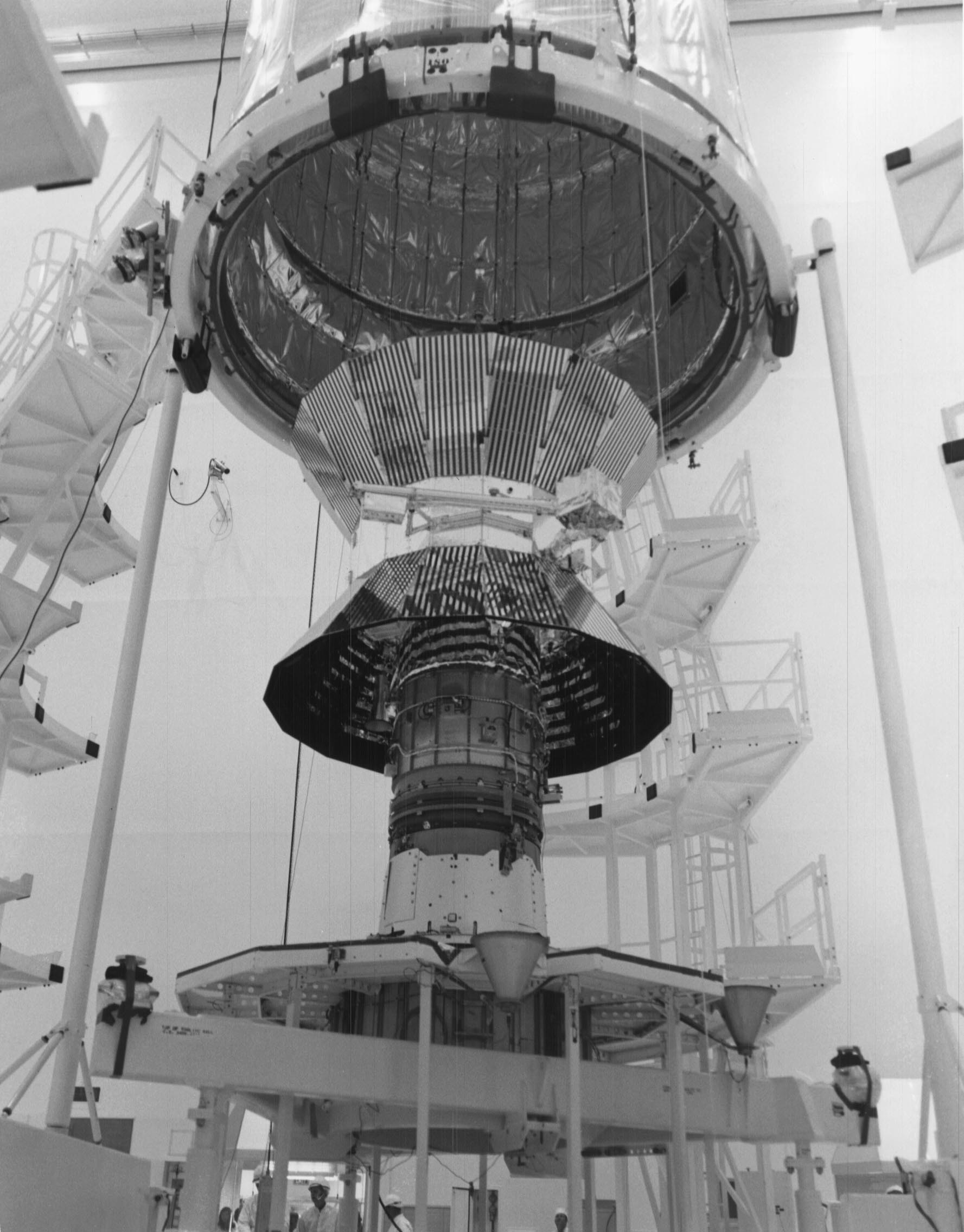
Helios 2 Cea mai proximă apropiere de Soare
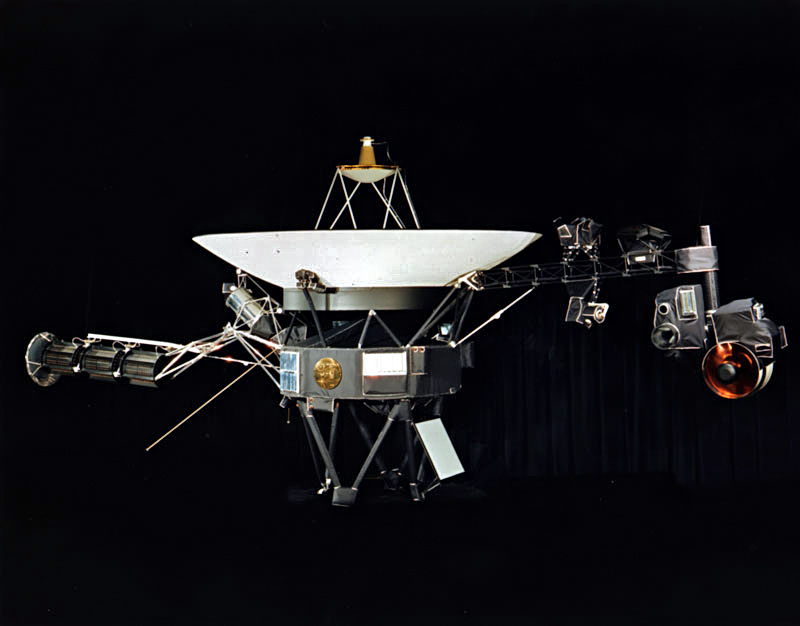
Voyager 2 Prima survolare a lui Uranus Survolare lângă Neptun
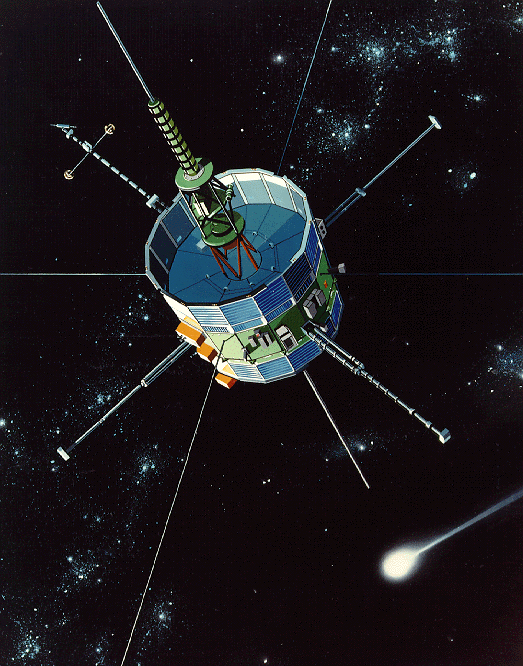
International Cometary Explorer Prima survolare a unei comete
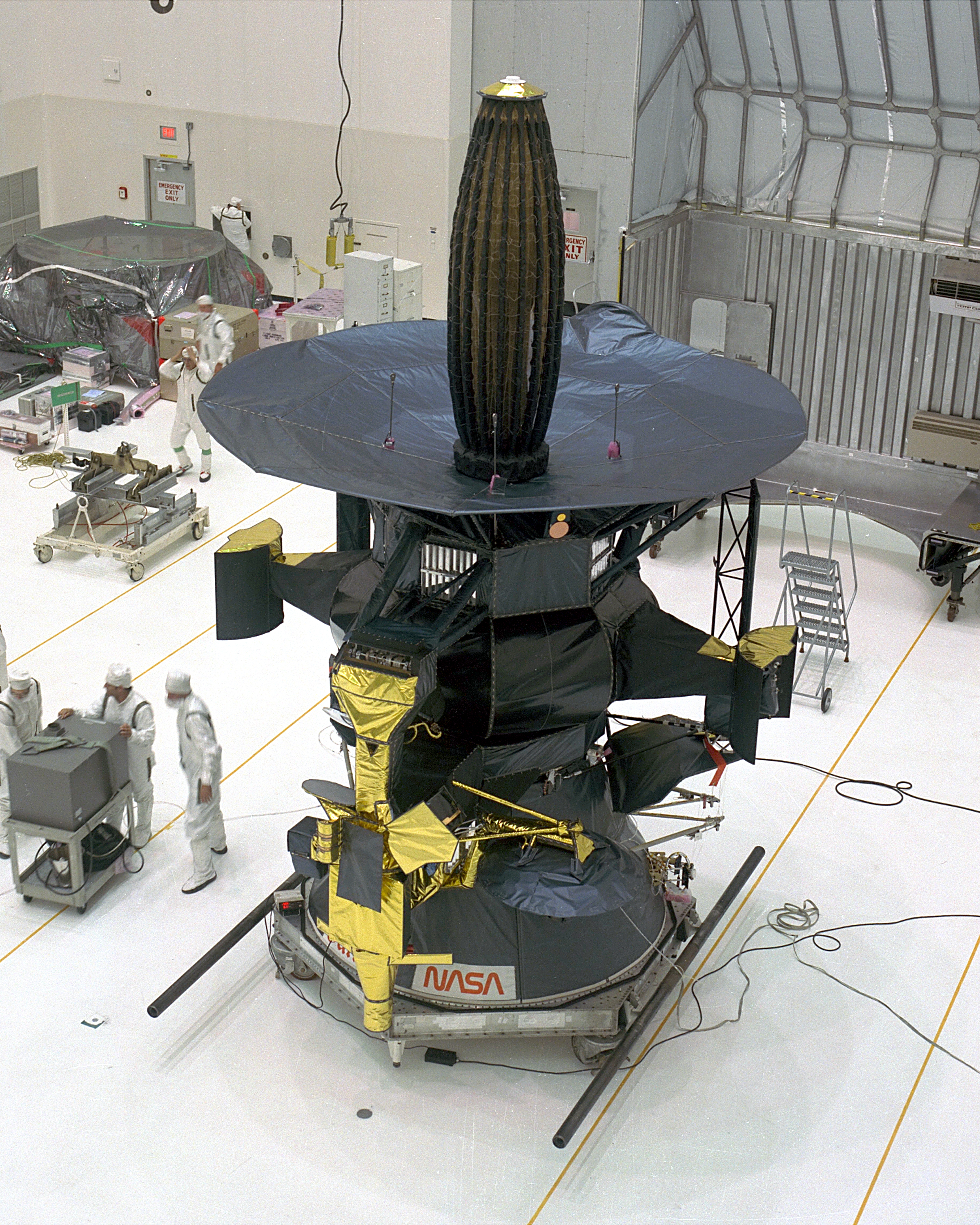
Galileo Prima survolare a unui asteroid Primul satelit al unui asteroid descoperit Primul orbiator al lui Jupiter Primele probe atmosferice saturniene
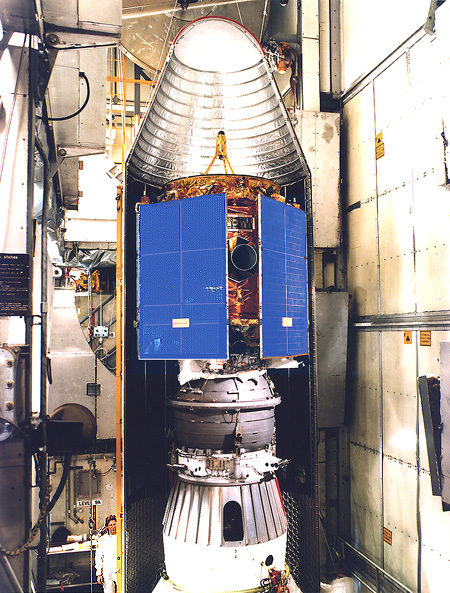
NEAR Shoemaker Prima survolare a unui asteroid în apropierea Pământului Primul orbitaor al unui asteroid Prima aterizare pe un asteroid
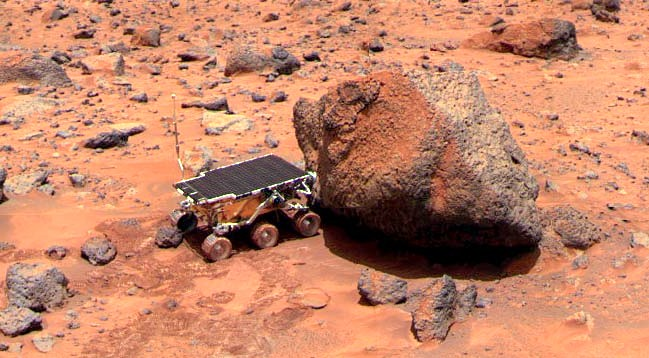
Mars Pathfinder Primul rover marțian
Cassini–Huygens Primul orbitator al lui Saturn
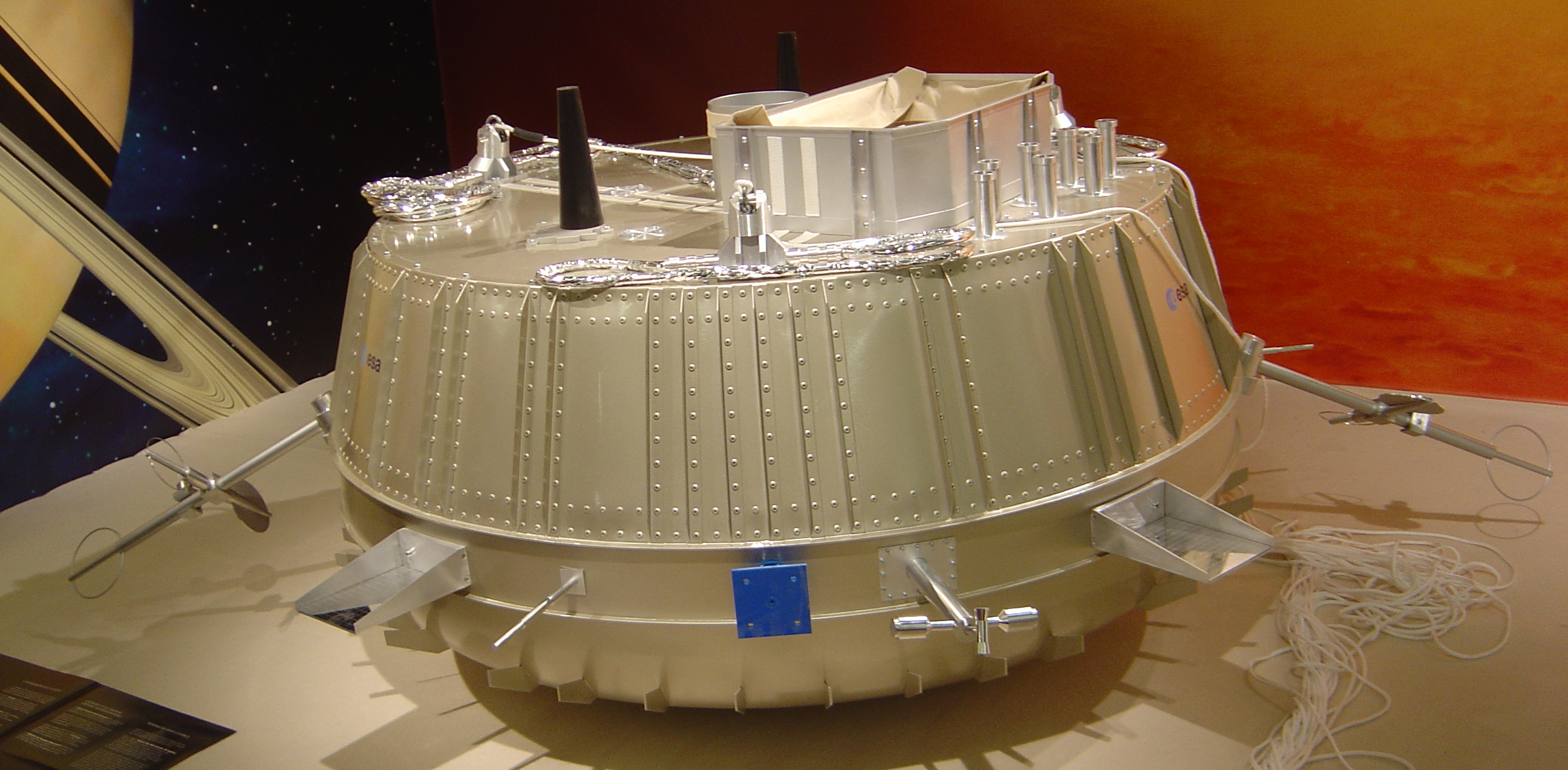
Huygens Prima sondă de aterizare pe Titan
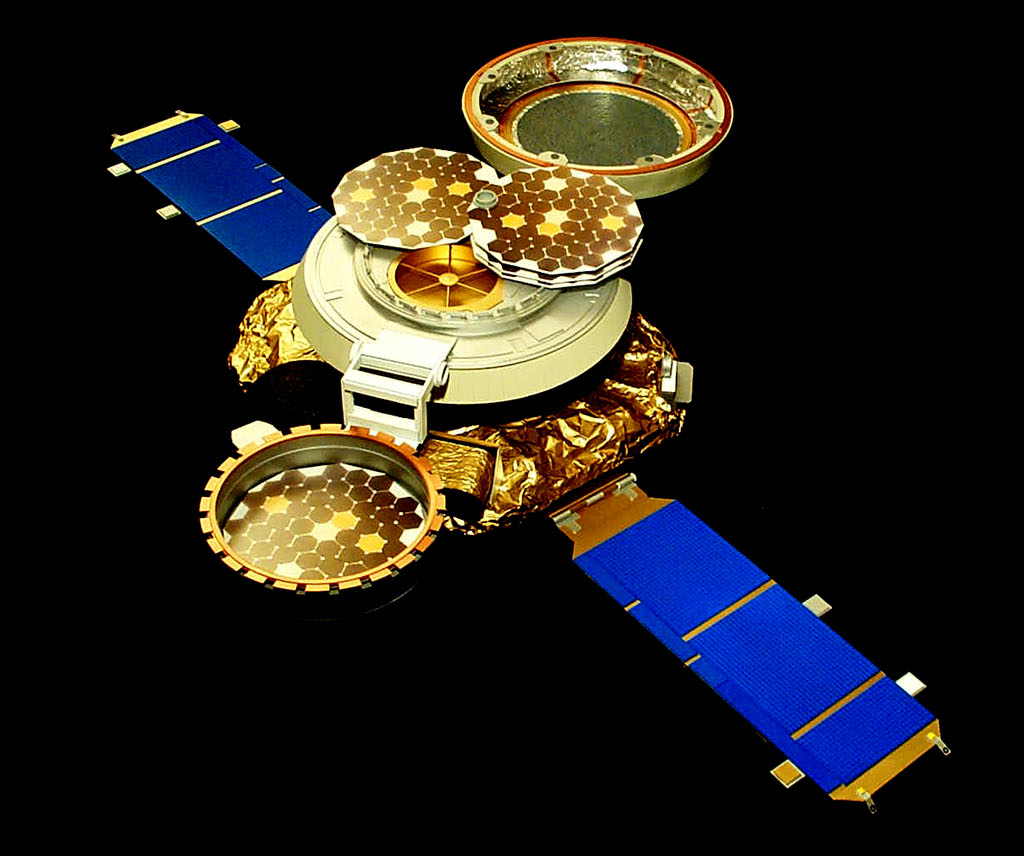
Genesis Prima misiune de reîntoarcere cu mostre de vânt solar
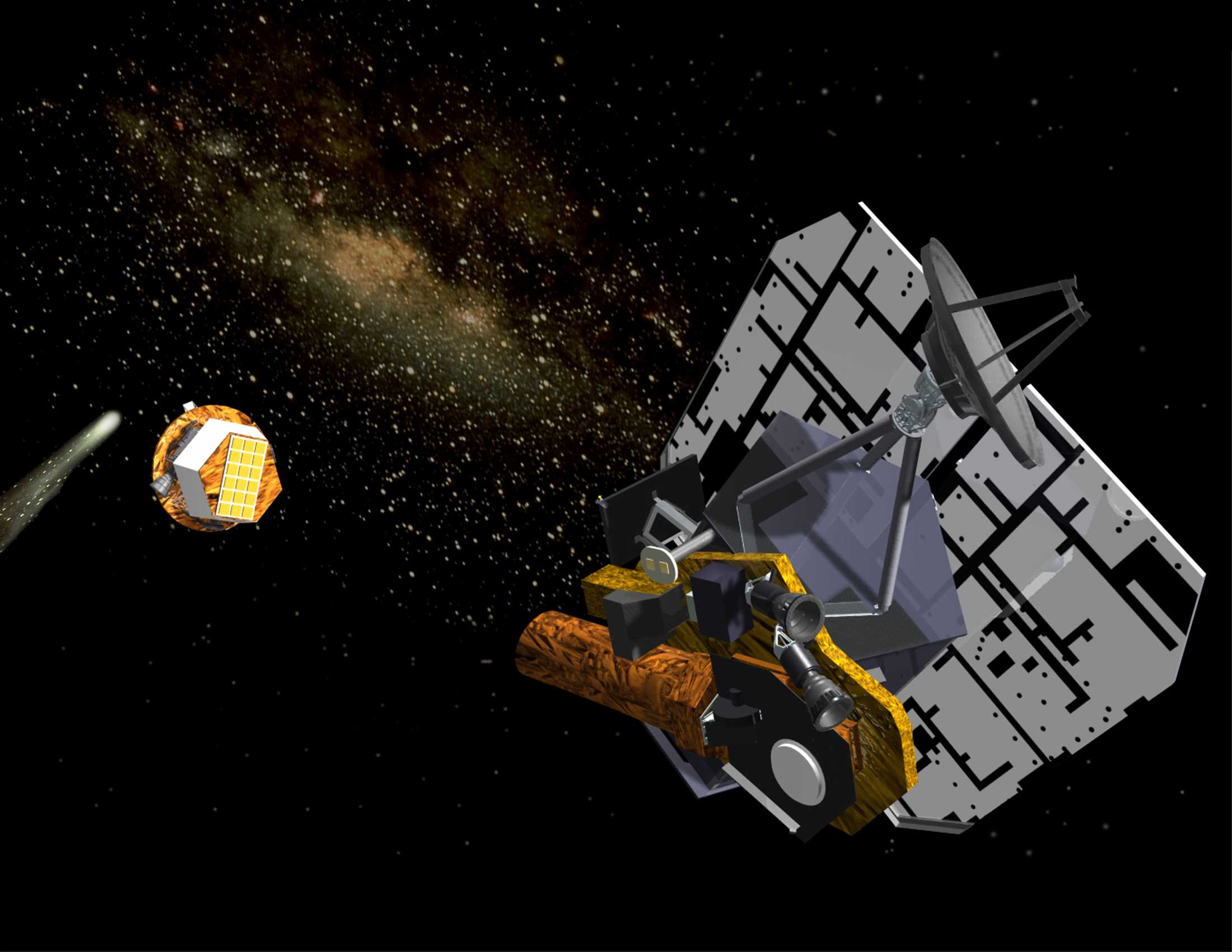
Deep Impact Primul impact cu o cometă

- Galileo
Prima survolare a unui asteroid
Primul satelit al unui asteroid descoperit
Primul orbiator al lui Jupiter
Primele probe atmosferice saturniene
- NEAR Shoemaker
Prima survolare a unui asteroid în apropierea Pământului
Primul orbitaor al unui asteroid
Prima aterizare pe un asteroid
- Mars Pathfinder
Primul rover marțian
- Cassini–Huygens
Primul orbitator al lui Saturn
- Huygens
Prima sondă de aterizare pe Titan
- Genesis
Prima misiune de reîntoarcere cu mostre de vânt solar
- Deep Impact
Primul impact cu o cometă

## Legăturiexterne
- NASA Lunar & Planetary Science
- NASA Solar System Strategic Exploration Plans Arhivat în 5 august 2009, la Wayback Machine.
- Soviet Lunar, Martian, Venusian and Terrestrial Space Image Catalog